# Football Club Twente
Il Football Club Twente, noto semplicemente come Twente, è un club calcistico olandese con sede nella città di Enschede, militante dal 2019 in Eredivisie (massima serie del calcio nederlandese); disputa le proprie partite casalinghe al De Grolsch Veste, impianto da 30.205 posti a sedere.
Nato nel 1965 in seguito all'unione di Enschede ed Enschedese Boys, il club prende il nome dall'omonima regione della quale Enschede è capoluogo. Nel suo palmarès vanta la vittoria di un campionato di Eredivisie (2010), tre KNVB Beker (1977, 2001, 2011) e due Johan Cruijff Schaal (2010, 2011).

## Storia
Il club nacque nel 1º luglio 1965 dalla fusione di due club professionistici, lo Sportclub Enschede (vincitore del campionato nel 1926) e l'Enschedese Boys. I primi successi della squadra cominciano subito dopo l'unione sotto la guida dell'allenatore Kees Rijvers. Il Twente terminò terzo nel 1969, quarto nel 1970, quinto nel 1971 e terzo nel 1972 e nel 1973. La migliore stagione della squadra fu comunque quella del 1973-74 stagione in cui affrontò il Feyenoord in una lotta serrata per la conquista del campionato fino all'ultima giornata. Ad ogni modo, il Twente alla fine della stagione si assicurò la qualificazione per la Coppa UEFA.
Nell'edizione 1974-1975 della Coppa UEFA i Tukkers (così vengono chiamati gli abitanti della regione di Twente), grazie alla vittoria contro la Juventus in semifinale, avanzarono fino in finale, dove vennero sconfitti dal Borussia Mönchengladbach.
Da quel momento in poi per la società vivrà un periodo di declino che porterà la squadra ad abbandonare la massima divisione nel 1983. Il Twente ritornò in massima divisione un anno dopo e il club si fece subito notare per l'incredibile numero di 1-1 e 0-0 che la squadra portava a casa dopo le partite; la squadra fu nota con l'appellativo "Noioso Twente" che oscurò in buona parte i risultati conseguiti in campionato come la qualificazione alle coppe europee per cinque anni consecutivi (dal 1985 al 1989).
Nel 1997 sotto la guida del tedesco Hans Meyer il Twente terminò il campionato guadagnandosi un posto in Coppa UEFA e il 24 maggio 2001 vinse la sua seconda Coppa d'Olanda battendo in finale il PSV per 3-1.
La stagione successiva il club uscì a sorpresa dalla Coppa contro la seconda squadra dell'Ajax; inoltre la squadra fece un mediocre campionato e una tifoseria, gli Ultras Vak-P, danneggiarono l'Arke Stadion frustrati per i piazzamenti del club. La società madre, l'FC Twente '65 Corporation, dichiarò bancarotta nella stagione 2002-03 ponendo quasi fine all'esistenza della squadra. Il club comunque è sopravvissuto, ha partecipato alla finale di Coppa nazionale nel 2004.
Il 2007-2008 è la stagione della rinascita: terzo, il Twente di Fred Rutten batte l'Ajax nella finale del mini-torneo per andare in UEFA Champions League, qualificandosi per il terzo turno preliminare, dove sfiderà l'Arsenal. Gli inglesi si sbarazzano facilmente del Twente grazie ad una vittoria per 2-0 in Olanda e 4-0 a Londra.
Dall'estate 2008 fino a maggio 2010 l'allenatore è stato Steve McClaren.
Nella stagione 2008-09 il Twente conquista il secondo posto a 11 punti dai campioni olandesi dell'Az Alkmaar e strappa il biglietto per l'Europa League dopo essere stata eliminata negli spareggi per la UEFA Champions League dallo Sporting Lisbona.
L'anno seguente riesce a vincere il suo primo campionato. Questo trionfo permette al club, sotto la guida di Michel Preud'homme, di prendere parte alla fase a gironi di UEFA Champions League 2010-2011, venendo inserito nel gruppo A con Tottenham, Inter e Werder Brema. Concludendo il girone al terzo posto con 6 punti (3 pareggi ottenuti nelle tre partite casalinghe e una vittoria in Germania), la squadra viene ammessa alla fase ad eliminazione diretta di UEFA Europa League 2010-2011, dove elimina due squadre russe (Rubin Kazan e Zenit), ma ai quarti di finale subisce un complessivo totale di 8-2 contro il Villarreal e viene eliminato. Nell'Eredivisie 2010-2011 il Twente arriva seconda in campionato dietro l'Ajax, ma contro i lancieri vince la KNVB beker e, sotto la guida di Co Adriaanse, la Johan Cruijff Schaal.
Nella stagione seguente, dopo aver fallito l'accesso alla UEFA Champions League 2011-2012 (non riuscendo a superare i playoff contro il Benfica), prende parte alla fase a gironi di UEFA Europa League 2011-2012, venendo inserito nel gruppo K con Fulham, Odense e Wisla Cracovia. Grazie al primo posto, con 13 punti conquistati, gli olandesi vanno ai sedicesimi di finale, dove eliminano, con una doppia vittoria per 1-0, i rumeni della Steaua Bucarest; nulla possono agli ottavi, invece, contro lo Schalke (nonostante il trionfo del Twente in casa all’andata). Troviamo gli olandesi anche alla fase a gironi di Europa League 2012-2013, nel gruppo L con Helsingborg, Hannover 96 e Levante, ma qui il Twente conclude con un pessimo quarto posto (soltanto 4 pareggi).
Il 18 maggio 2016 la commissione licenze della KNVB retrocede d'ufficio il Twente in Eerste Divisie per la stagione 2016-2017. La decisione matura a seguito di irregolarità finanziarie del club e ad un accordo stretto con la Doyen Sport, che si era assicurata una percentuale sulla futura vendita dei calciatori, pratica vietata nel calcio olandese. La società presenta il ricorso e la corte d'appello gli dà ragione: il Twente rimane in Eredivisie anche nella stagione 2016-2017 sotto la guida di René Hake. Nella stagione 2017-2018 la squadra conclude un disastroso campionato all'ultimo posto in classifica, con soli 24 punti totalizzati ed una sola vittoria nel girone di ritorno, rimediando così la retrocessione in Eerste Divisie. Nonostante ciò, il club nel frattempo ha persino eliminato l'Ajax ai calci di rigore agli ottavi di finale di Coppa d'Olanda, ed è riuscito a raggiungere le semifinali dove ha però perso contro l'AZ Alkmaar. L'annata seguente il club torna comunque nella massima serie olandese, che concluderà in 14ª posizione. Nelle stagioni seguenti il Twente si conferma una delle squadre di vertice del campionato olandese, chiudendo tra le prime 5 posizioni in più occasioni, riuscendo quindi ad ottenere anche un posto per le coppe europee; in particolare, nella stagione 23-24 si rivela la sorpresa del campionato e termina al terzo posto in classifica, ottenendo il pass per i preliminari della Champions League per la prima volta dopo 13 anni. Tuttavia gli olandesi verranno eliminati dal Salisburgo al terzo turno preliminare con un totale di 4-5, retrocedendo in Europa League, dove si fermeranno agli spareggi per gli ottavi di finale, perdendo contro il Bodo Glimt.

## Stadio
Tra il 1965 e il 1998 il Twente ha giocato le partite interne nel Diekman Stadion, impianto abbandonato nel 1998, anno dal quale gioca nel De Grolsch Veste, che può ospitare più spettatori dell'impianto precedente.

## Allenatori e presidenti
Di seguito è riportata la lista degli allenatori che si sono succeduti alla guida del Twente dalla sua fondazione.
- 1965-1972  Kees Rijvers
- 1972-1978  Spitz Kohn
- 1978-1979  Spitz Kohn (1 lug.-15 ott.)
 Hennie Hollink (21 0tt.- 30 giu.)
- 1979-1981  Hennie Hollink
- 1981-1982  Hennie Hollink (1 lug.-15 nov.)
 Rob Groener (21 0tt.- 30 giu.)
- 1982-1983  Rob Groener (21 0tt.- 30 giu.)
 Spitz Kohn (15 nov.-30 giu.)
- 1983-1986  Fritz Korbach
- 1986-1992  Theo Vonk
- 1992-1994  Rob Baan
- 1994-1995  Issy ten Donkelaar (1 lug.-20 nov.)
 Fred Rutten (20 nov.-31 dic.)
 Hans Meyer (1 gen.-30 giu.)
- 1995-1999  Hans Meyer
- 1999-2000  Hans Meyer (1 lug.-5 set.)
 Fred Rutten (5 set.-30 giu.)
- 2000-2001  Fred Rutten
- 2001-2002  John van 't Schip
- 2002-2004  René Vandereycken
- 2004-2005  Rini Coolen
- 2005-2006  Rini Coolen (1 lug.-1 feb.)
 Jan van Staa (2 feb.- 30 giu.)
- 2006-2008  Fred Rutten
- 2008-2010  Steve McClaren
- 2010-2011  Michel Preud'homme
- 2011-2012  Co Adriaanse (1 lug.-3 gen.)
 Steve McClaren (5 gen.- 30 giu.)
- 2012-2013  Steve McClaren (1 lug.-25 feb.)
 Michel Jansen (1 apr.- 30 giu.)
- 2014-2015  Alfred Schreuder
- 2015-2016  Alfred Schreuder (1 lug.-29 ago.)
 René Hake (30 ago.- 30 giu.)
- 2016-2017  René Hake
- 2017-2018  René Hake (1 lug.-18 ott.)
 Marino Pušić (18 ott.-28 ott.)
 Gertjan Verbeek (29 ott.-25 mar.)
 Marino Pušić (26 mar.-30 giu.)
- 2018-2019  Marino Pušić
- 2019-2020  Gonzalo García García
- 2020-2023  Ron Jans
- 2023-  Joseph Oosting

## Calciatori

### Vincitori di titoli
Campioni del Sudamerica
- Felipe Gutiérrez (Cile 2015)

## Palmarès

### Competizioni nazionali
- Campionato olandese: 1

2009-2010
- Coppa dei Paesi Bassi: 3

1976-1977, 2000-2001, 2010-2011
- Supercoppa dei Paesi Bassi: 2

2010, 2011
- Eerste Divisie: 1

2018-2019

### Competizioni internazionali
- Coppa Intertoto: 1

1983
- UEFA Fair Play ranking: 1

2011-2012

## Partecipazioni

### Campionati nazionali
| Livello | Categoria      | Partecipazioni | Debutto   | Ultima stagione | Totale |
| ------- | -------------- | -------------- | --------- | --------------- | ------ |
| 1º      | Eredivisie     | 54             | 1965-1966 | 2025-2026       | 54     |
| 2º      | Eerste Divisie | 2              | 1983-1984 | 2018-2019       | 2      |

### Tornei internazionali
| Categoria                                | Partecipazioni | Debutto   | Ultima stagione |
| ---------------------------------------- | -------------- | --------- | --------------- |
| Coppa dei Campioni/UEFA Champions League | 5              | 2008-2009 | 2024-2025       |
| Coppa delle Coppe                        | 2              | 1977-1978 | 1979-1980       |
| Coppa UEFA/UEFA Europa League            | 20             | 1973-1973 | 2024-2025       |
| UEFA Conference League                   | 2              | 2022-2023 | 2023-2024       |
| Coppa delle Fiere                        | 2              | 1969-1970 | 1970-1971       |

## Statistiche

### Individuali
Il giocatore con più presenze nelle competizioni europee è Wout Brama a quota 66, mentre il miglior marcatore è Jan Jeuring con 15 gol.

### Di squadra
A livello internazionale la miglior vittoria è il 7-0 ottenuto contro il Panachaiki nel secondo turno della Coppa UEFA 1973-1974, mentre la peggior sconfitta è rappresentata dal 5-1 subito in due occasioni: dal Borussia M'gladbach nella finale della Coppa UEFA 1974-1975 e dal Villarreal nei quarti della UEFA Europa League 2010-2011.

## Organico

### Rosa 2024-2025
Aggiornata al 25 febbraio 2025.
| N. |                        | Ruolo | Calciatore            |
| -- | ---------------------- | ----- | --------------------- |
| 1  | Germania (bandiera)    | P     | Lars Unnerstall       |
| 2  | Indonesia (bandiera)   | D     | Mees Hilgers          |
| 3  | Svezia (bandiera)      | D     | Gustaf Lagerbielke    |
| 4  | Norvegia (bandiera)    | C     | Mathias Kjølø         |
| 5  | Paesi Bassi (bandiera) | D     | Bas Kuipers           |
| 8  | Stati Uniti (bandiera) | A     | Taylor Booth          |
| 9  | Paesi Bassi (bandiera) | A     | Ricky van Wolfswinkel |
| 10 | Paesi Bassi (bandiera) | A     | Sam Lammers           |
| 11 | Paesi Bassi (bandiera) | A     | Daan Rots             |
| 17 | Belgio (bandiera)      | D     | Alec Van Hoorenbeeck  |
| 18 | Paesi Bassi (bandiera) | C     | Michel Vlap           |
| 19 | Marocco (bandiera)     | C     | Younes Taha           |

| N. |                        | Ruolo | Calciatore                   |
| -- | ---------------------- | ----- | ---------------------------- |
| 21 | Paesi Bassi (bandiera) | P     | Sam Karssies                 |
| 22 | Polonia (bandiera)     | P     | Przemysław Tytoń             |
| 24 | Paesi Bassi (bandiera) | D     | Juliën Mesbahi               |
| 25 | Paesi Bassi (bandiera) | A     | Lucas Vennegoor of Hesselink |
| 28 | Paesi Bassi (bandiera) | D     | Bart van Rooij               |
| 30 | Tunisia (bandiera)     | C     | Sayfallah Ltaief             |
| 32 | Belgio (bandiera)      | C     | Arno Verschueren             |
| 37 | Turchia (bandiera)     | A     | Naci Ünüvar                  |
| 38 | Paesi Bassi (bandiera) | C     | Max Bruns                    |
| 41 | Paesi Bassi (bandiera) | C     | Gijs Besselink               |
| 47 | Paesi Bassi (bandiera) | D     | Gerald Alders                |